# Fragmentos de un discurso amoroso
Fragmentos de un discurso amoroso (en francés en el original: Fragments d'un discours amoreux) es un libro escrito por Roland Barthes en 1977. Está compuesto por una serie de "fragmentos" provenientes de literatura de ficción o de textos filosóficos, que comparten tópicos y mitos sobre el amor o son relatados desde la perspectiva de un amante.

## Adaptación fílmica
El libro fue llevado al cine por los directores cantoneses Derek Tsang y Jimmy Wan, bajo el título El discurso del amante  (戀人絮語, 2010). La película consta de cuatro historias sobre el amor interconectadas entre sí. El reparto de la película incluye a Eason Chan, Karena Lam, Kay Tse, Mavis Seguidor, Eddie Peng, Jacky Heung  y Caja Chen.
La director francesa Claire Denis también ha adaptado el texto de Barthes en su largometraje Un bello sol interior, de 2017.